# Senegals håndboldlandshold (herrer)
Senegals håndboldlandshold er det senegalske landshold i håndbold for mænd som også deltager i internationale håndboldkonkurrencer.
Holdet deltog under Afrikamesterskabet 1974 i Tunesien, hvor de fik en bronzemedalje.

## Resultater

### Afrikamesterskabet
- 1974:  Bronze
- 1976: 5.-plads
- 1991: 6.-plads
- 1992: 6.-plads
- 1994: 9.-plads
- 2002: 9.-plads
- 2004: 7.-plads
- 2012: 5.-plads